# Henry Morgenthau Senior
Pour les articles homonymes, voir Morgenthau.
Henry Morgenthau est né à Mannheim le 26 avril 1856 et est décédé le 25 novembre 1946, est un avocat et investisseur immobilier américain d'origine juive allemande. Il fut  ambassadeur des États-Unis à Constantinople de décembre 1913 à janvier 1916 sous la présidence de Woodrow Wilson. 
Il est le père de Henry Morgenthau Jr, secrétaire au Trésor sous la présidence Roosevelt et grand-père de l'historienne Barbara W. Tuchman.

## Biographie
Morgenthau est né en 1856 à Mannheim, dans le Grand-duché de Bade, neuvième de 11 enfants encore vivants, dans une famille juive ashkénaze. Il était le fils de Lazare et Babette (Guggenheim) Morgenthau. Son père était un fabricant de cigares prospère. Il avait des fabriques de cigares à Mannheim, Lorsch et Heppenheim, employant jusqu'à 1 000 personnes. Son entreprise subit un grave revers financier pendant la guerre de Sécession, à cause d'un droit de douane sur le tabac fixé à 1862 sur les importations, qui ferma pour toujours les exportations allemandes de tabac vers les États-Unis.
La famille Morgenthau immigra à New York en 1866. Malgré un « pécule » considérable, son père ne fut pas en mesure de reprendre ses activités. Son développement et la commercialisation d'inventions diverses et ses investissements dans d'autres entreprises échouèrent. Lazare Morgenthau résista à l'échec stabilisa son revenu en créant une collecte de fonds pour des lieux de culte juifs. Henry a étudié au City College of New York, où il a obtenu un BA et a ensuite obtenu son diplôme de la Columbia Law School.
Il a commencé sa carrière en tant qu'avocat, mais il a réalisé une fortune considérable en investissements immobiliers. En 1898, il acquit auprès de William Waldorf Astor 41 lots sur le Lower East Side à New York pour 850 000 $. Quelques années plus tard, il dirigeait un syndicat qui achetait une bande de terrains non aménagés à Washington Heights autour de la 181e rue, anticipant la construction du premier métro dans la région.
Morgenthau a épousé Josephine Sykes en 1882 et ils ont eu quatre enfants : Helen, Alma, Henry Jr. et Ruth. Sa fille Alma a épousé le financier Maurice Wertheim.
Morgenthau a mené avec succès une carrière d'avocat et a dirigé la communauté juive réformée de New York.
Ses mémoires, suivies des dépêches échangées avec Washington et avec des consuls et missionnaires américains en Turquie de mai à novembre 1915, attirèrent l'attention de l'Occident sur le génocide arménien, mais c'est en vain qu'il intervint en faveur de ce peuple. Toutefois, certains analystes estiment que cet ouvrage, souvent violemment critique envers l'Allemagne, servit à motiver l'entrée en guerre des États-Unis dans la Première Guerre mondiale.